# Support Unit Austria
Die Support Unit Austria ist eine national und international einsetzbare Katastrophenschutzeinheit, die modernste Funk- und Kommunikationstechnik, IT-Technik und Büroausstattung zur Verfügung stellt.

## Technisches und organisatorisches Konzept
Die Einrichtungen basieren auf den im und vom österreichischen Bundesland Vorarlberg betriebenen Kommunikationstechniken und sind ein Teil dieses Systems.
In Vorarlberg benutzen das Österreichische Rote Kreuz (Rettungsdienst), die Feuerwehr, die Bergrettung, die Wasserrettung und die Landesdienststellen dieselben Kommunikationseinrichtungen und werden ausnahmslos über eine integrierte Rettungs- und Feuerwehrleitstelle (RFL) alarmiert und koordiniert.
Das Team der Support Unit Austria bildet sich somit aus insgesamt 28 IT- und Telekommunikationsexperten aller dieser Organisationen und des Landes Vorarlbergs.

## Systembeschreibung
- Telefonanlage mit 25 Endgeräten

Zur Unterstützung einer Einsatzleitung steht eine Klein-Telefonanlage mit 20 Schnurlostelefonen (DECT) und 5 Festgeräten zur Verfügung. Die Anlage ermöglicht den Einstieg in ein örtlich betriebenes Telefonnetz und ist über Schnittstellen mit der lokalen Bündelfunkzentrale und den Satellitentelefonen verbunden.
Mit Hilfe von 4 Satellitentelefonen wird eine Verbindung von Ländern mit schlechter Kommunikationsinfrastruktur mit der „Außenwelt“ ermöglicht. Über eine Schnittstelle können von einem Computer über eine Daten-Sat-Anlage auch Daten und Bilder versendet bzw. empfangen werden.

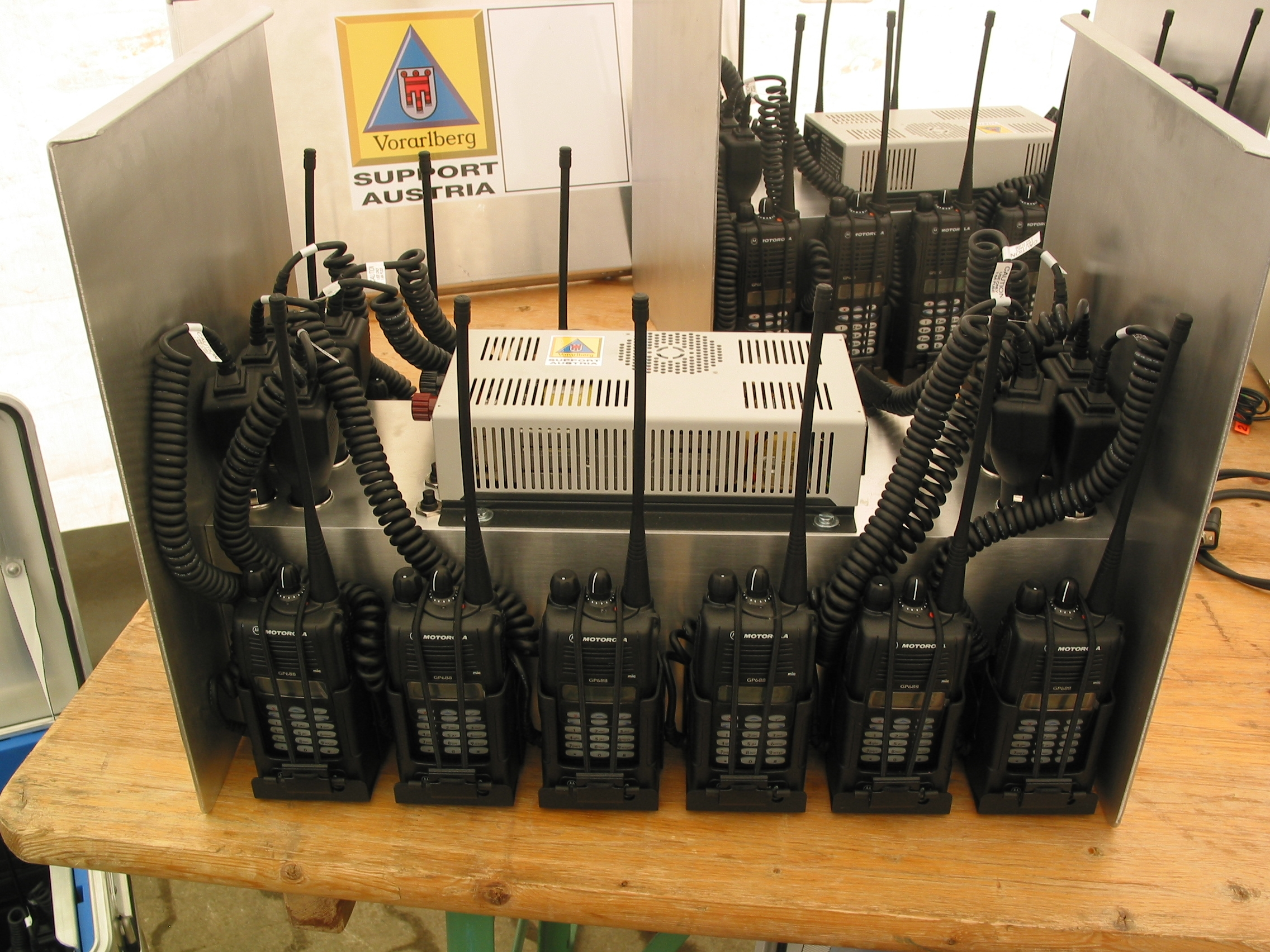
Bündelfunkgeräte der Support Unit Austria

- Bündelfunkstation mit  108 Endgeräten

Das Bündelfunksystem MPT1327 besteht im Kern aus einem zentralen Leitrechner zur Vermittlung und einem Bündel von Sende- und Empfangsfrequenzen (Kanälen). Alle im System eingebuchten (angemeldeten) Teilnehmer befinden sich zunächst im Bereitschaftsbetrieb auf einem rechnergesteuerten Organisationskanal. Wenn ein Teilnehmer mit einem anderen in Verbindung treten will, wählt er dessen Rufnummer bzw. wählt sie aus dem alphanumerischen Kurzwahlspeicher am Handfunkgerät aus und signalisiert so dem betreffenden Gesprächspartner den Verbindungswunsch. Der Leitrechner wählt gleichzeitig aus dem Frequenzbündel einen freien Kanal aus und schaltet anschließend beide Funkgeräte exklusiv auf diesen Kanal um. Für die Dauer des Gesprächs kann nun ungestört gesprochen werden. Die jeweils noch verbleibende Sprechzeit wird aktuell im Display angezeigt. Ein anderer Teilnehmer kann dabei im Gegensatz zum herkömmlichen Funk die Funkverbindung nicht mithören (geschlossener Funkverkehr). Mit diesem System können, je nach Anzahl der Kanäle, mehrere Gespräche gleichzeitig geführt werden.

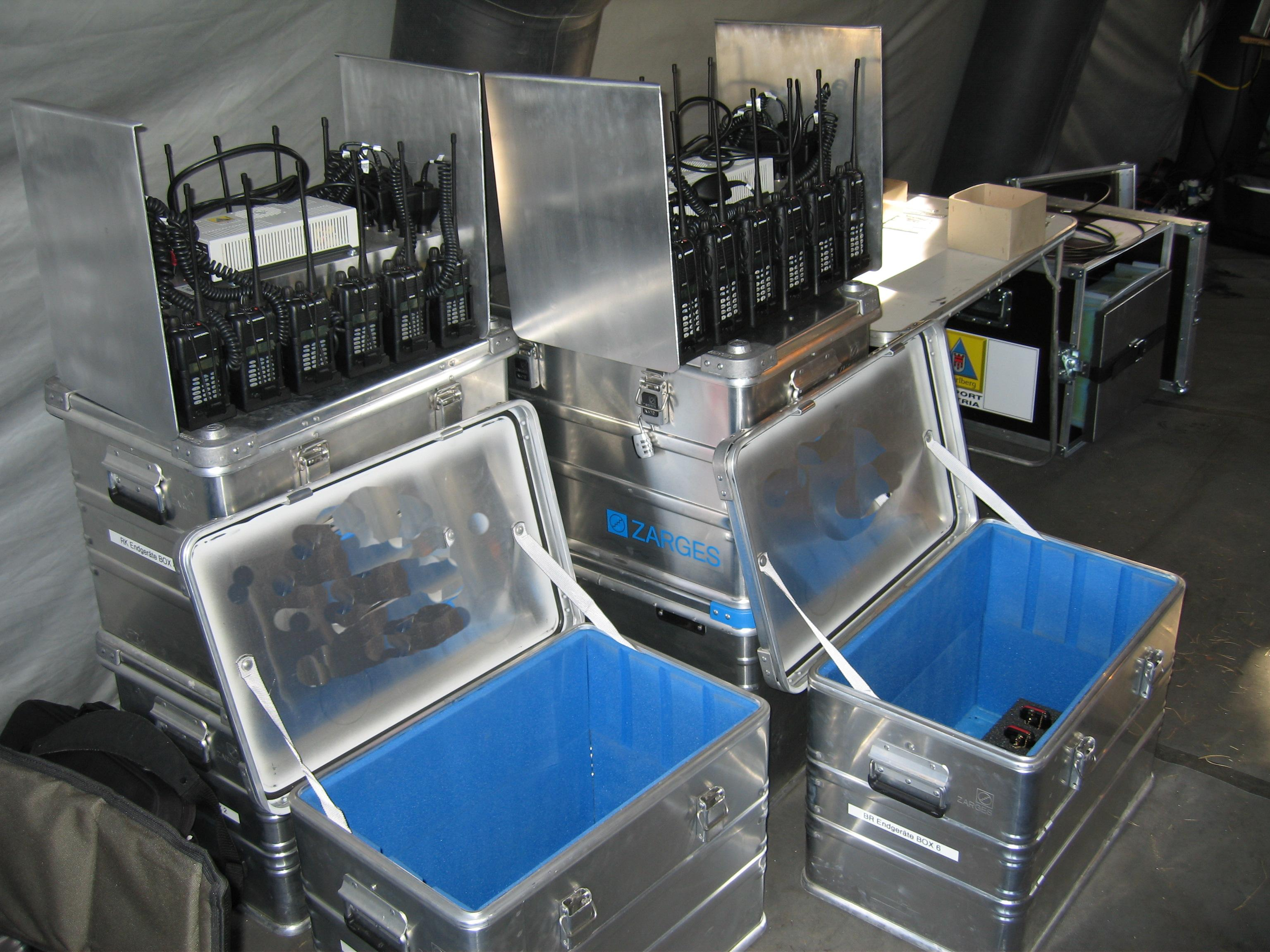
Handfunkgeräte der Support Unit Austria

- Taktische Funkeinheit (70cm-Band) mit 108 Endgeräten

Dieses System dient zur offenen Kommunikation vor Ort. Es wird beim taktischen Funk zwischen 2 Betriebsarten unterschieden. Für kleinflächige Einsätze kann die Betriebsart Simplex verwendet werden. Für großflächige Einsätze, oder Einsätze in gebirgigem Gelände kann durch die Verwendung einer Relaisstation und der Betriebsart Semiduplex die Reichweite wesentlich verbessert werden.
Für beide Funkbetriebsarten können dieselben Endgeräte wie für die MPT 1327 Bündelfunkanwendung verwendet werden. Diese können von der Bündelfunkanwendung auf eine konventionelle Betriebsart manuell umgeschaltet werden. Die Geräte sind ab diesem Moment über das Bündelfunknetz nicht mehr erreichbar.
Die Endgeräte können im konventionellen Betrieb im Bereich zwischen 406 und 470 MHz eingesetzt werden.

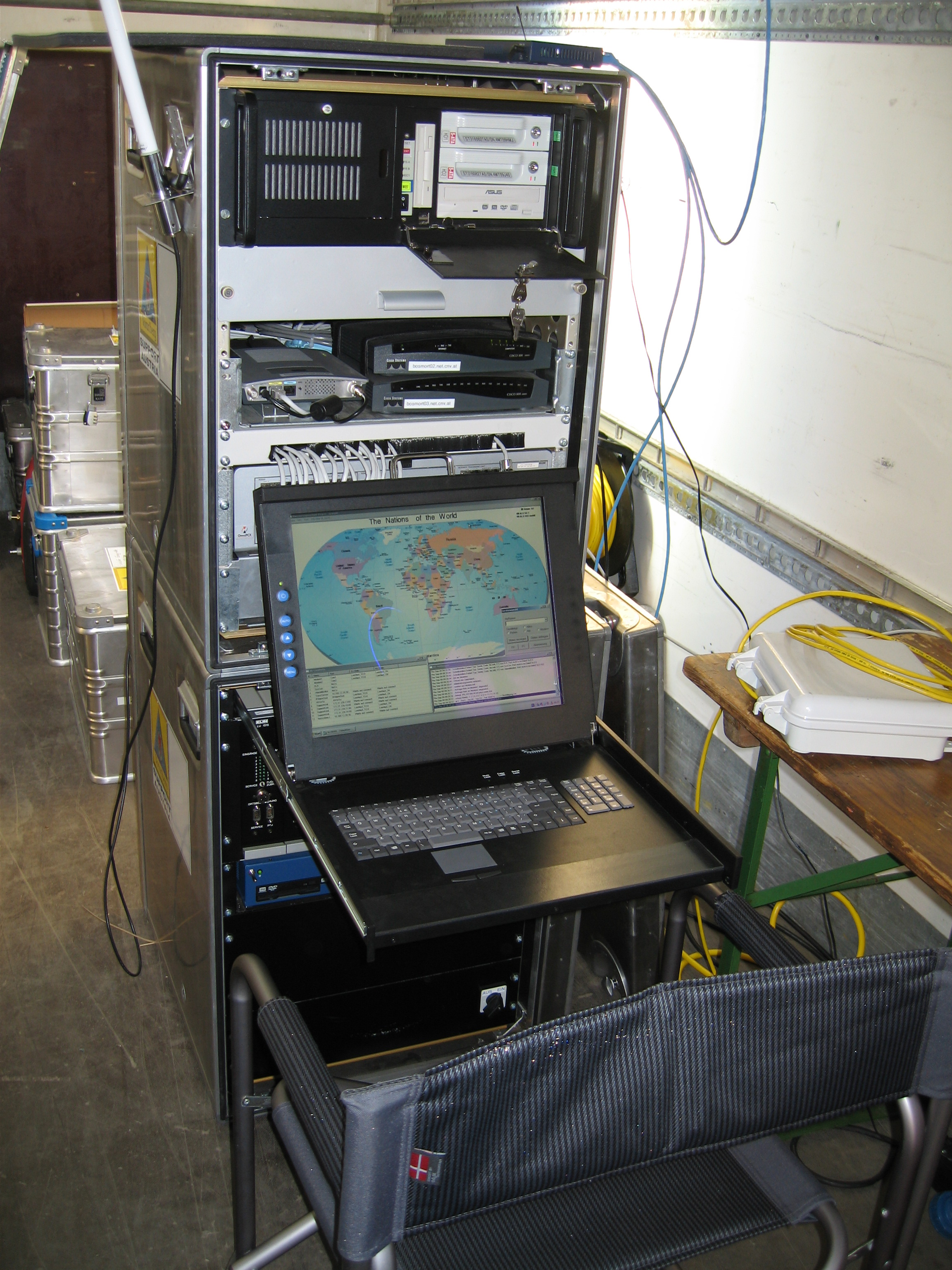
Mobile Alarmierungszentrale (POCSAG) der Support Unit Austria

- Alarmierungssystem mit Alarmumsetzer und 108 Endgeräten

Das Alarmierungssystem dient zur Benachrichtigung und Alarmierung von Einsatzkräften. Es handelt sich hierbei um ein digitales Rufsystem (POCSAG) mit Textanzeige. Es können bis zu 128 Zeichen pro Nachricht übermittelt und 20 solche Nachrichten auf einem Rufempfänger gespeichert werden. Die Rufempfänger sind Einweggeräte, mit welchen nur Nachrichten empfangen – nicht aber gesendet – werden können.
- IT-Systeme

Für den Datenaustausch in den Räumlichkeiten der Einsatzleitung (Büros, Besprechungsräume usw.) dient ein lokales IT-Netzwerk mit entsprechenden Computern (Server + 5 Notebooks). Die verwendete W-LAN Technik ermöglicht den geforderten Bewegungsfreiraum und die Verwendung von zentral gelegenen Geräten wie Plotter, Scanner usw. ohne den sonst notwendigen Verkabelungsaufwand.
Über ein Satellitensystem steht ein leistungsstarker Internetzugang zur Verfügung, der an jedem Punkt der Erde in kurzer Zeit in Betrieb genommen werden kann.
- Office Modul

Die Support Unit Austria kann eine Einsatzleitung mit umfangreicher Büroausrüstung unterstützen. Dies beinhaltet insbesondere Faxgerät, Kopiergerät, Scanner, Flip-Chart sowie Schreibgeräte, Papier, und vieles mehr.

## Einsatzablauf
Die Support Unit Austria ist als Unterstützungseinheit beim Österreichischen Bundesinnenministerium (Bundeswarnzentrale) für nationale und internationale Einsätze eingemeldet. Auch über das Österreichische Rote Kreuz kann die Support Unit Austria national und international eingesetzt werden. Nach einer Alarmierung der Einsatzkräfte über die integrierte Rettungs- und Feuerwehrleitstelle in Vorarlberg geht die Support Unit Austria nach einer Vorlaufzeit von ca. 4–8 Stunden in den Einsatz. Die durchschnittliche Einsatzdauer kann mit ca. 2–3 Wochen angesetzt werden.
Je nach Umfang und Aufgabenstellung rückt die Support Unit Austria mit 2–5 Personen und dem Einsatz angepasster Ausrüstung aus.
Das gesamte System ist modular aufgebaut. So kann zum Beispiel als kleinste Einheit eine Endgerätebox mit 12 Handfunkgeräten für die Durchführung eines Ambulanzdienstes zum Einsatz kommen.
In der größten Ausbaustufe steht eine mobile Einsatzzentrale mit 4 Funkebenen, IT-Systemen mit Internetzugang und Telefonverbindungen über Satelliten, inklusive aller dafür benötigten Endgeräte und der eigenen Stromversorgung zur Verfügung.